# Jean-Mathieu Nisen
Jean-Mathieu Nisen, né le 24 décembre 1819 à Ster (Francorchamps) et mort le 12 octobre 1885 à Liège, est un peintre belge. Il est également professeur de dessin à l'Académie des beaux-arts de Liège de 1868 à 1885.

## Biographie
Formé par Barthélemy Vieillevoye à l'académie des beaux-arts de Liège, créée en 1835, puis à l'Académie royale des beaux-arts d'Anvers (1838), où il suit les cours de peinture, il séjourne à Rome de 1841 à 1847 grâce à une bourse de la fondation Darchis ; il y est l'élève de Johann Friedrich Overbeck. Son œuvre est essentiellement constituée de portraits (plus d'un demi-millier), de scènes de genres et de sujets religieux. En 1868, il est nommé professeur de « principes du dessin » et « proportions du corps humain » (enseignement moyen) à l'académie des beaux-arts de Liège où il remplace Lambert Herman et il enseigne jusqu'en 1885.
Il est inhumé au Cimetière de Robermont à Liège.

## Œuvres
- 1857 : L'Ascension du Christ, à l'église Saint-Remacle, à Spa.
- 1862 : Portrait de la baronne Caroline de Lamberts-Cortenbach.
- 1862 : Portrait du chevalier Antoine de Longrée.
- 1867 : Portrait du chevalier Charles de Longrée.
- 1880 : Portrait du procureur Jean-Joseph Raikem, au Musée des beaux-arts de Liège.

## Expositions

### Expositions réalisées du vivant de l'artiste
- 1848 : Salon de Bruxelles, du 16 août au 2 octobre, anciens appartements du palais de Charles de Lorraine, Bruxelles (Nisen y expose 4 toiles : La vierge et l'enfant Jésus, Agar dans le désert, Portrait de M. le Chanoine C. et Portrait de Mlle J.)[2],[3].
- 1851 : Salon de Bruxelles, du 15 août au 31 octobre, anciens appartements du palais de Charles de Lorraine, Bruxelles (le peintre y expose Les sœurs de Notre-Dame présentant des jeunes filles à la sainte Vierge)[4].
- 1854 : Salon de Bruxelles, du 6 août au 1er novembre, cour du palais de Charles de Lorraine, Bruxelles (l'artiste y expose 3 toiles : Portrait de M. le comte de C., Portrait de madame de T. et Portrait d'enfant)[5].
- 1857 : Salon de Bruxelles, du 1er septembre au 15 novembre, cour du palais de Charles de Lorraine, Bruxelles (Nisen y expose 4 toiles : L'ascension de Jésus-Christ, Portraits de M.D. et de son enfant, Portrait de Mme S. et Portrait de M. l'ingénieur M.)[6].
- 1860 : Exposition des beaux-arts, mai-juin, Liège (le peintre y expose deux portraits)[7].
- 1862 : XXVe Exposition nationale et triennale - Salon de Gand, du 22 juin à juillet, local de l'Académie de Gand, Gand (l'artiste y expose 3 œuvres : Portrait de M. C. et Portrait de M. de B., missionnaire rédemptoriste en Amérique)[8].
- 1863 : Salon de Bruxelles, du 3 août au 15 octobre, place du Trône, Bruxelles (le peintre y expose 3 toiles : Portrait de Mme la baronne R., Portrait de M. C. et Portrait de M. de B., missionnaire rédemptoriste en Amérique)[9].
- 1864 : Salon d'Anvers, du 7 août au 2 octobre, rue Vénus, Anvers (il y expose le Portrait de Mr le baron de Macar et le Portrait de Mme D. ; étude)[10].
- 1865 :  XXVIe Exposition nationale et triennale - Salon de Gand, du 15 août à septembre, palais de l'université, Gand (l'artiste y expose 4 œuvres : 2 portraits, Marie Madeleine se rendant au sépulcre et une esquisse pour une peinture exécutée dans une salle du palais provincial de Liège)[11].
- 1866 : Salon de Bruxelles, du 9 août au 21 octobre, place du Trône, Bruxelles (Nisen y expose 2 tableaux : Portrait de M. de L., Mme P. et Portrait de M. V.)[12].
- 1867 : Salon d'Anvers, du 11 août au 6 octobre, rue Vénus, Anvers (il y expose les portraits de Mr et Mme R. L.)[13].
- 1870 : Salon d'Anvers, du 14 août au 2 octobre, rue Vénus, Anvers (le peintre y expose le Portrait de Mr B. et le Portrait de Mr le président honoraire Grandgagnage)[14].
- 1872 : Salon de Bruxelles, du 15 août au 3 novembre, palais de Charles de Lorraine, Bruxelles (le peintre y expose 3 œuvres : Portrait de M. Thibaut, président de la Chambre des représentants, Portrait de M. G., premier président honoraire de la Cour d'appel de Liège et Portrait de M. le docteur J. D.)[15].
- 1874 : XXIXe Exposition triennale - Salon de Gand, du 30 août au 18 octobre, casino de Gand, Gand (l'artiste y expose la toile Portrait de M. E.J., commissaire d'arrondissement)[16].
- 1875 : Salon de Bruxelles, du 23 août au 15 novembre, place du Petit Sablon, Bruxelles (le peintre y expose 3 œuvres : Portrait de Mme V., Portrait de M. J. et Portrait de M. R.)[17].
- 1876 : Salon d'Anvers, du 13 août au 1er octobre, rue Vénus, Anvers (il y expose 2 œuvres : Portrait de Mme la baronne de P. et Portrait de Mr T. Radoux, directeur de la Société royale la Légia)[18].
- 1877 : XXXe Exposition triennale - Salon de Gand, du 26 août au 2 novembre, casino de Gand, Gand (l'artiste y expose le Portrait du Colonel de M.)[19].
- 1878 : Salon de Bruxelles, du 5 septembre au 3 novembre, un immeuble situé entre l'avenue du Midi et le boulevard du Hainaut, Bruxelles (le peintre y expose 2 œuvres : Portrait de Mme K. et Portrait de Mr R.)[20].
- 1879 : Salon d'Anvers, du 10 août au 1er octobre, rue Vénus, Anvers (il y expose 2 œuvres : Portrait de Mme E. F. et Portrait de Mr H.)[21].
- 1880 : XXXIe Exposition triennale - Salon de Gand, du 15 août au 2 novembre, casino de Gand, Gand (Nisen y expose 2 toiles : Portrait de M. W. et Portrait de M. M.)[22] ; Fête artistique du Cercle, août, Cercle artistique et littéraire de Bruxelles, Bruxelles (il y expose le Portrait du procureur Jean Raikem)[23],[24].
- 1881 : Salon de Bruxelles, du 14 août au 16 septembre, musées royaux des Beaux-Arts de Belgique, Bruxelles (le peintre y expose le Portrait de Mr le Baron de Selys-Longchamps, Président du Sénat)[25].
- 1883 :  XXXIIe Exposition triennale - Salon de Gand, du 26 août au 4 novembre, casino de Gand, Gand (l'artiste y expose le Portrait de M. Frédéric Braconier, sénateur)[26].

### Expositions réalisées après la mort de l'artiste
- 1964 : 125e anniversaire de l'Académie royale des Beaux‑Arts, du 11 avril au 10 mai, Musée des Beaux-Arts, Liège[27].
- 2013 : La Meuse dans l'École liégeoise du paysage, du 30 juin au 28 juillet, Rue du Collège 31, Visé[28].
- 2016 : École Liégeoise du Paysage, du 25 octobre au 13 novembre, Place de l'Abbaye 12, Saint-Hubert[29].

## Hommages
- Rue Mathieu Nisen, à Ster (Francorchamps).
- Rue Jean-Mathieu Nisen, à Liège.

## Prix et distinctions
- 1863 : médaille d'or au Salon de Bruxelles[30].
- 1869 :  Chevalier de l'ordre de Léopold (le 9 novembre)[31].
- 1881 :  Officier de l'ordre de Léopold (le 4 mai)[32].